# Барсуки (Рогачёвский район)
Барсуки (бел. Барсукі) — деревня в Дворецком сельсовете Рогачёвского района Гомельской области Беларуси.

## География

### Расположение
В 24 км на запад от районного центра и железнодорожной станции Рогачёв (на линии Могилёв — Жлобин), 145 км от Гомеля.

### Гидрография
На западе мелиоративный канал, соединённый с рекой Добосна (приток Днепра).

## Транспортная сеть
Планировка состоит из криволинейной, широтной улицы, застроенной двусторонне деревянными усадьбами.

## История
По письменным источникам известна с XIX века как деревня в Тихиничской волости Рогачёвского уезда Могилёвской губернии. По инвентарю 1848 года в составе одноимённого поместья. С 1880 года действовал хлебозапасный магазин. Согласно переписи 1897 года, рядом находились одноимённые фольварк и хутор. В 1909 году 338 десятин земли.
В 1934 году жители построили здание школы. В 1925 году в Дворецком сельсовете Рогачёвского района Бобруйского округа. В 1930 году организован колхоз «Нива Октября», работали ветряная мельница и кузница. Во время Великой Отечественной войны оккупанты в 1944 году сожгли 6 дворов и убили 3 жителей. 29 жителей погибли на фронте. Согласно переписи 1959 года в составе совхоза «Дворец» (центр — деревня Дворец).

## Население

### Численность
- 1999 год — 24 хозяйства, 35 жителей.

### Динамика
- 1881 год — 22 двора, 155 жителей.
- 1897 год — 37 дворов 280 жителей; в фольварке и на хуторе 3 хозяйства, 40 жителей (согласно переписи).
- 1909 год — 247 жителей.
- 1925 год — 55 дворов.
- 1940 год — 60 дворов.
- 1959 год — 247 жителей (согласно переписи).
- 1999 год — 24 хозяйства, 35 жителей.

## Известные уроженцы
- М. А. Дмитриев — Герой Социалистического Труда.